# Saint-Jean-d'Arvey
 Saint-Jean-d'Arvey  es una población y comuna francesa, en la región de Ródano-Alpes, departamento de Saboya, en el distrito de Chambéry y cantón de Saint-Alban-Leysse.

## Demografía
| 429 | 410 | 587 | 903 | 1182 | 1308 |
| Para los censos de 1962 a 1999 la población legal corresponde a la población sin duplicidades (Fuente: INSEE [Consultar]) |     |     |     |      |      |